# Sęp brunatny
Sęp brunatny, ścierwnik brunatny (Necrosyrtes monachus) – gatunek padlinożernego ptaka z rodziny jastrzębiowatych (Accipitridae). Występuje na obszarze Afryki Subsaharyjskiej. Krytycznie zagrożony wyginięciem.

## Systematyka
Po raz pierwszy gatunek opisał Coenraad Jacob Temminck w 1823 na podstawie holotypu z Senegalu. Autor nadał nowemu gatunkowi nazwę Cathartes monachus. Obecnie (2020) Międzynarodowy Komitet Ornitologiczny (IOC) umieszcza sępa brunatnego w monotypowym rodzaju Necrosyrtes. Uznaje ten gatunek za monotypowy, choć wcześniej oprócz podgatunku nominatywnego wyróżniano podgatunek N. m. pileatus (Burchell, 1824), który miałby obejmować populacje ze wschodniej i południowej części zasięgu. Ptaki, które proponowano zaliczyć do N. m. pileatus, różnią się od przedstawicieli podgatunku nominatywnego jedynie rozmiarami, które wzrastają z zachodu na wschód i południe (ekoklina).

### Etymologia
- Necrosyrtes: gr. νεκρος nekros „zwłoki, zmarły”; συρω surō „ciągnąć, wlec”[13].
- Caprornis: rodzaj Caprimulgus Linnaeus, 1758 (jerzyk); ορνις ornis, ορνιθος ornithos „ptak”[14].
- Gypiscus: zdrobnienie nazwy rodzaju Gyps de Savigny, 1809 (sęp)[15].
- monachus: późnołac. monachus „mnich” (np. zakapturzony, z czarną obwódką), od gr. μοναχος monakhos „mnich”, od μονος monos „samotny”, od μοναχοω monakhoō „być samotnym”[16].
- pileatus: łac. pileatus „nakryty”, od pileus „filcowa czapka”[17].

## Morfologia
Długość ciała 67–70 cm, masa ciała 1530–2600 g (średnio 2028 g), rozpiętość skrzydeł 170–182 cm. Upierzenie głównie brązowe. Skóra z przodu i na wierchu głowy oraz z przodu szyi jest naga, kark i tył szyi porasta jedynie puch. Dziób cienki. U osobników młodocianych zwykle przód głowy jest niebieski, a wierzch i tył głowy porasta krótki, ciemnobrązowy (nie beżowy) puch.

## Zasięg występowania
Sępy brunatne występują w Afryce Subsaharyjskiej, od Senegalu i południowej Mauretanii na wschód poprzez południowy Niger i Czad po południowy Sudan, Sudan Południowy, Etiopię i zachodnią Somalię i dalej na południe po północną Namibię i Botswanę, następnie poprzez Zimbabwe po południowy Mozambik i północno-wschodnią Południową Afrykę.

## Ekologia i zachowanie
Często sępy brunatne spotykane są w okolicach ludzkich osiedli, jednak występują również na otwartych terenach trawiastych, skrajach lasów, zadrzewionej sawannie, wzdłuż wybrzeży i na pustyniach. Odnotowywane były do 4000 m n.p.m., jednakże poniżej 1800 m n.p.m. występują najliczniej. Sępy brunatne są zwykle osiadłe, występuje dyspersja u ptaków poza sezonem rozrodczym i ptaków młodocianych; osobniki żyjące w strefie Sahelu wędrują w zależności od występowania opadów.

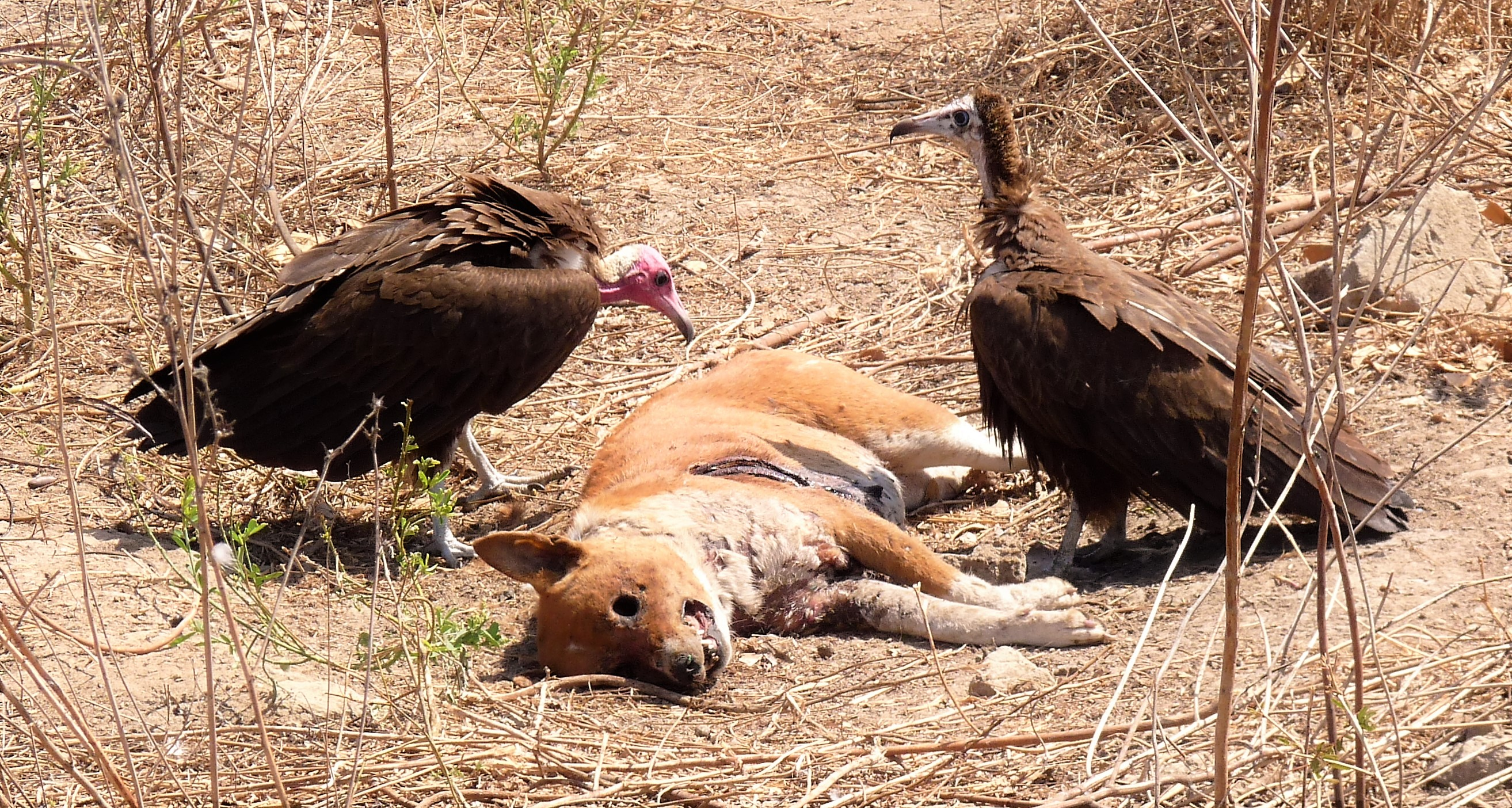
Sępy brunatne konsumujące ciało psa w Gambii

Sępy brunatne żywią się padliną, w tym małych ssaków i rybą, jajami innych ptaków, odchodami, odpadkami i owadami. Choć często jako pierwsze przylatują do padliny, są uległe w stosunku do innych sępów. Prawdopodobnie dlatego chętnie odwiedzają okolice siedlisk ludzkich, gdzie żerują na odpadkach – ponieważ większe sępy wykazują większy lęk przed człowiekiem.

### Lęgi
Okres lęgowy w zachodniej Afryce i w Kenii trwa cały rok, szczególnie nasilony jest od listopada do czerwca. W północno-wschodniej Afryce sezon lęgowy trwa głównie od października do czerwca, a w południowej Afryce – od maja do grudnia. W zachodniej Afryce sępy brunatne gniazdują w półkoloniach w wysokich drzewach rozparcelowanych wokół wsi, jednakże w Afryce południowej gniazda są już dobrze zamaskowane, a sępy gniazdują samotnie. Ich gniazda mają formę platformy z patyków umieszczonej tuż przed piętrem koron. Obydwa ptaki z pary biorą udział w budowie gniazda. Zniesienie liczy jedno jajo, które jest wysiadywane przez około 51 dni. Młode przebywają w gnieździe od 3 do 4 miesięcy. W pełni opierzone młode przez kolejne pół roku nadal są jeszcze zależne od rodziców.

## Status i zagrożenia
W latach 2004–2009 IUCN uznawało sępa brunatnego za gatunek najmniejszej troski (LC, Least Concern), w latach 2011 i 2012 uznano go za zagrożonego (EN, Endangered), zaś w 2015 zmieniono klasyfikację na krytycznie zagrożonego wyginięciem (CR, Critically Endangered). Według danych z 2015 roku, przez ostatnie 53 lata nastąpił gwałtowny spadek liczebności szacowany na 83% (64–93% zależnie od miejsca badania). Zagrożeniem dla tych sępów są głównie przypadkowe zatrucia, łapanie dla zastosowań w medycynie tradycyjnej i dla mięsa oraz tępienie. W Nigerii, według danych z 2013, 90% części sępów sprzedawanych do zastosowania w medycynie ludowej pochodziło od sępów brunatnych. Miejscami mięso tych sępów sprzedawane jest jako kurze. We wschodniej Afryce zagrożenie stanowią również zatrucia karbofuranem, który używany jest w przynętach mających otruć duże, drapieżne ssaki.